# Jagdgeschwader 141
Jagdgeschwader 141 (dobesedno slovensko: Lovski polk 141; kratica JG 141) je bil lovski letalski polk (Geschwader) v sestavi nemške Luftwaffe.

## Organizacija
- štab
- I. skupina
- II. skupina[1]